# 悲しみのマスク

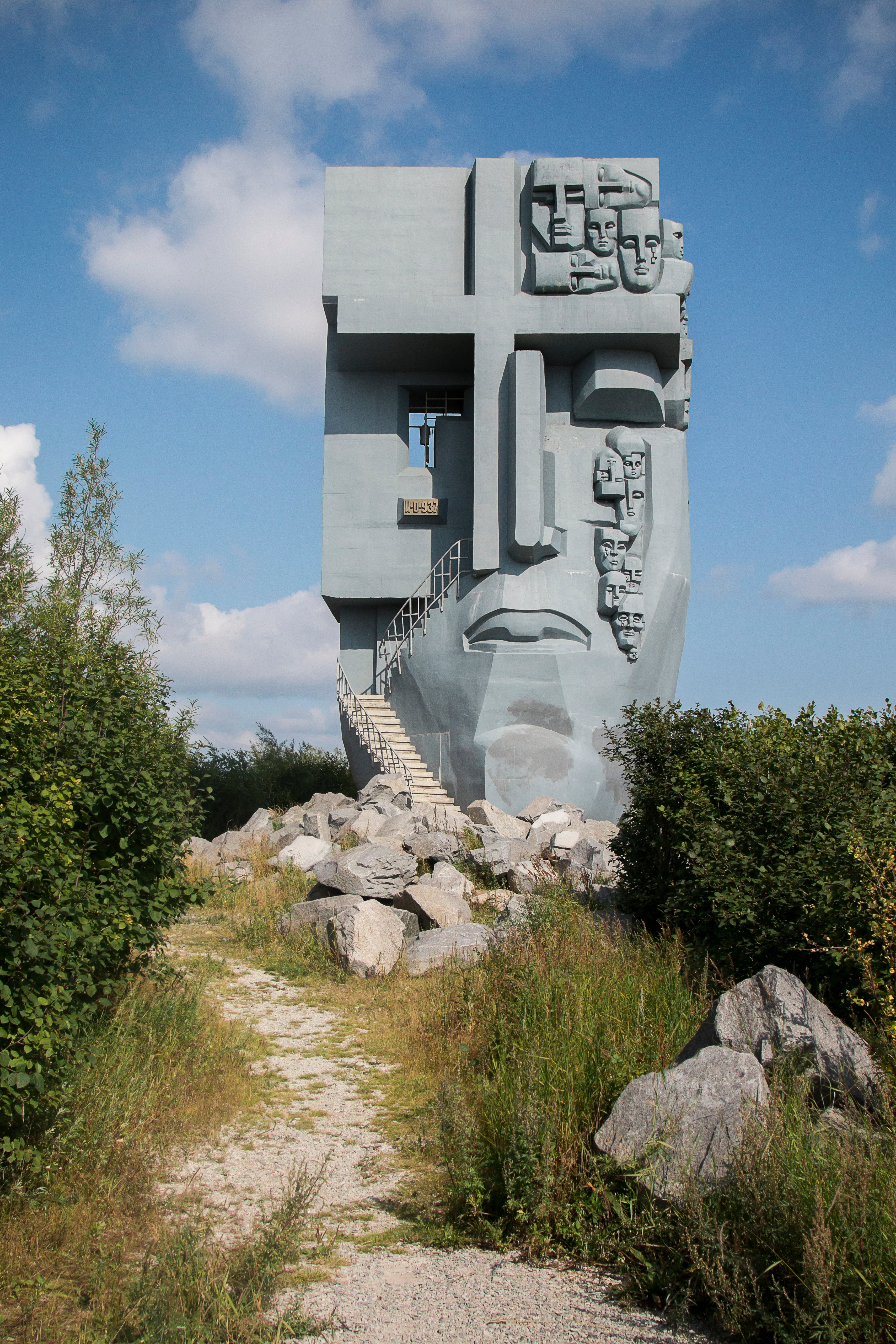
「悲しみのマスク」の前面。

「悲しみのマスク」（かなしみのマスク、ロシア語: Маска скорби、英語: Mask of Sorrow）は、ロシアのマガダン州マガダンの丘の上に置かれている巨大な彫刻で、1930年代～1950年代にこのコルィマ地区の強制収容所で犠牲になった人たちを悼む慰霊碑である。この彫刻は抽象的な顔の形をしていて、左の目からは涙がこぼれ、右の目は空洞で向こうを見通せる。裏側は十字架の上で女性が泣いて、壊れた十字架のように見える。コンクリートの中はスターリン時代の監獄部屋に似せて作られていて、悲しみのマスクの下には、コルィマ地区で強制労働を被った人々の名前が刻んである。
この彫刻は1996年6月12日に公開され、ロシア政府並びに7つの都市からの寄付金で建てられた。ロシア生まれのユダヤ人で、両親が1930年代の大粛清でここに強制収容され倒れて、自身はニューヨークを中心に世界的に活躍するエルンスト・ネイズヴェスヌイの作品で、カミル・カザーエフ（Kamil Kazaev）により建設された。高さは15メートルで、容積は56立方メートルある。
像が立っている、マガダン北郊外にあるクルターヤの丘（ロシア語: сопка «Крутая»）は（右下地図を参照）、スターリン時代には「トランジートカ」と呼ばれた中継監獄があって、「骨の道」（コルィマ道路）経由または海路経由で運ばれてきた囚人たちは一旦ここに集められて、それからコルィマ地方のいくつかの強制収容所に送られた。

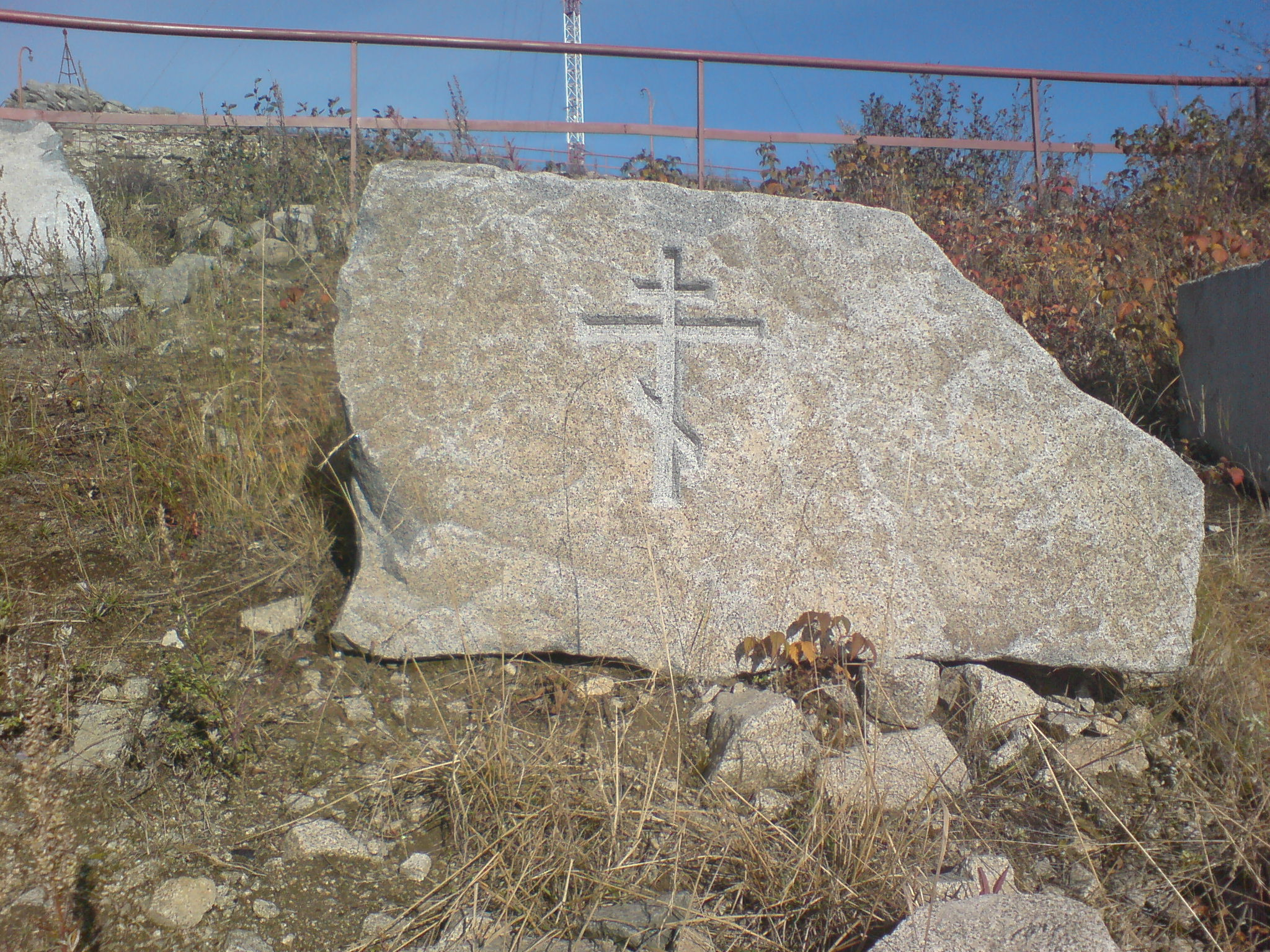
沿道にはロシア正教会十字など宗教的なシンボルも多く見かける
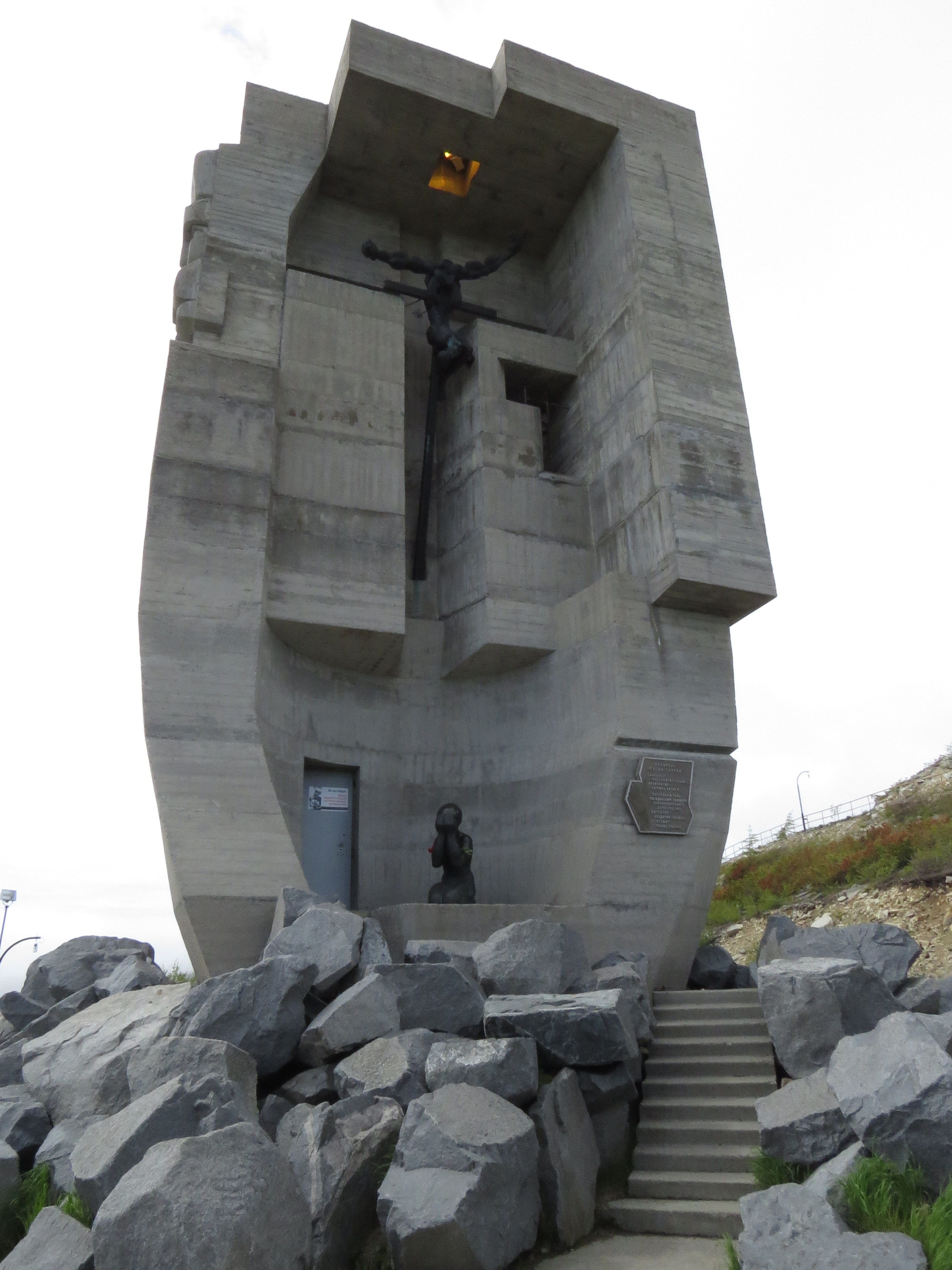
悲しみのマスクの裏面は泣く女性と壊れた十字架となっている

## 参照項目
- ラーゲリ
- グラーク